# دانييل كامبل
دانييل كامبل (بالإنجليزية: Danielle Campbell)‏ هي ممثلة اميركية ولدت في 30 يناير 1995 في شيكاغو (ايلينوي، الولايات المتحدة).

## الأعمال
سلسلة
2006–2007 : بريزون بريك (دور : كراسي هولاندر)
2006 : سلسلة الأخ الحارس
2006 : سلسلة كشف عنه
2007 : سلسلة الدم الفاسد
2007 : سلسلة شيكاغو
2007 :سلسلة جون دو
أفلام
2007
فلم بيت بوكر(الدور : جيسيكا أولسون)
مسلسل الأصليين (الدور: دافينا كلير)

## روابط خارجية
- دانييل كامبل على موقع IMDb (الإنجليزية)
- دانييل كامبل على موقع روتن توميتوز (الإنجليزية)
- دانييل كامبل على موقع ألو سيني (الفرنسية)
- دانييل كامبل على موقع أول موفي (الإنجليزية)
- دانييل كامبل على موقع قاعدة بيانات الأفلام السويدية (السويدية)
- دانييل كامبل على موقع قاعدة بيانات الفيلم (الإنجليزية)
- دانييل كامبل على موقع كينوبويسك (الروسية)